# أليكس ويلزي
أليكس ويلزي (1 سبتمبر 1988 بشفيلد في المملكة المتحدة - ) (بالإنجليزية: Alex Welsh)‏ هو لاعب كريكت بريطاني. لعب مع Loughborough MCC University ‏.

## وصلات خارجية
- أليكس ويلزي على موقع إي آس بي آن كريك إنفو (الإنجليزية)